# Apocaulus dargei
Apocaulus dargei är en skalbaggsart som beskrevs av Reé Michel Quentin och Jean François Villiers 1977. Apocaulus dargei ingår i släktet Apocaulus och familjen långhorningar.
Artens utbredningsområde är:
- Gabon.
- Nigeria.

Inga underarter finns listade i Catalogue of Life.